# Miklusėnai
Miklusėnai är en ort i Litauen. Den ligger i den södra delen av landet, 90 km väster om huvudstaden Vilnius. Miklusėnai ligger 109 meter över havet och antalet invånare är 1 021.
Terrängen runt Miklusėnai är platt. Runt Miklusėnai är det ganska tätbefolkat, med 222 invånare per kvadratkilometer. Närmaste större samhälle är Alytus, 4,9 km sydost om Miklusėnai. I omgivningarna runt Miklusėnai växer i huvudsak barrskog.